# Дмитриев, Пётр Дмитриевич (артиллерист)
Пётр Дмитриевич Дмитриев (1905—1976) — подполковник Советской Армии, участник Великой Отечественной войны, Герой Советского Союза (1944).

## Биография
Родился 2 ноября 1905 года в деревне Новосёлки (ныне — Вяземский район Смоленской области) в крестьянской семье. Окончил восемь классов школы, после чего работал секретарём Вяземского волостного комитета комсомола. В 1928 году был призван на службу в Рабоче-крестьянскую Красную Армию. В 1932 году окончил артиллерийское отделение Московской пехотной школы, в 1938 году — курсы преподавателей. С 1941 года — на фронтах Великой Отечественной войны. К октябрю 1943 года майор Пётр Дмитриев был заместителем командира 911-го артиллерийского полка по строевой части 340-й стрелковой дивизии 38-й армии Воронежского фронта. Отличился во время битвы за Днепр.
1 октября 1943 года, несмотря на массированный вражеский огонь, с разведчиком и радистом на лодке переправился через Днепр в районе села Борки Вышгородского района Киевской области Украинской ССР. Установив связь со штабом артиллерийского полка, он корректировал огонь артиллерии, благодаря чему было отражено несколько контратак противника. 2 октября 1943 года благодаря корректировке Петра Дмитриева были подавлены батареи артиллерии и миномётов, что способствовало успешной переправе через Днепр всем стрелковым полком.
Указом Президиума Верховного Совета СССР «О присвоении звания Героя Советского Союза генералам, офицерскому, сержантскому и рядовому составу Красной Армии» от 10 января 1944 года за «образцовое выполнение боевых заданий командования на фронте борьбы с немецко-фашистскими захватчиками и проявленные при этом отвагу и геройство» был удостоен высшего звания Героя Советского Союза с вручением ордена Ленина и медали «Золотая Звезда».
После окончания войны продолжил службу в Советской Армии. В 1949 году он окончил отделение командиров полков Высшей артиллерийской офицерской школы. В 1954 году в звании подполковника он был уволен в запас. Работал завхозом в текстильном техникуме в Клинцах. С 1963 года проживал в Павловском Посаде, работал на заводе «Экситон», позднее стал начальником гражданской обороны. Скончался 17 марта 1976 года. Похоронен на Старом кладбище, в городе Павловский Посад.
Был также награждён двумя орденами Красного Знамени, орденами Александра Невского, Отечественной войны 2-й степени, Красной Звезды, а также рядом медалей.